# Уйгурский рунический язык
Уйгурский рунический язык (древнеуйгурский) — древнетюркский язык, близкородственный орхоно-енисейскому.

## История
К памятникам древнеуйгурского языка V—IX вв. относятся памятники орхонского письма («Селенгинский камень») и наиболее древние памятники уйгурского письма, так называемые манихейско-уйгурские, и в меньшей мере — буддийско-уйгурские манускрипты на староуйгурском алфавите. Уйгурско-мусульманские памятники относятся уже к караханидскому и более поздним, то есть являются карлукскими.
Уйгурские повествования тюркским руническим и согдийским письмом на каменных стелах, установленных в честь уйгурских каганов по их повелению: Терхинская (Тариатская) надпись (753—756 гг.), Селенгинский камень (759—760 гг.), Тесинская надпись (762 г.), уйгуро-согдийская Сэврэйская надпись (763 г.), китайско-согдийско-уйгурская надпись из Карабалгасуна (821 г.). На некоторых рунических эпитафиях азов, чиков и кыргызов, найденных на территории Тувы, уйгуры упоминаются как противники. К самым ранним уйгурским памятникам, написанным руническим письмом в период существования Уйгурского каганата (740—840 гг.), относят надписи на камнях (Селенгинский камень или памятник Моюн-чура (ок. 760 г.), Карабаласагунская надпись (ок. 821 г.), Сэврэйский камень, Терхинская стела (ок. 753 г.) и Тэсинская стела (ок. 762 г.)), рукопись руническим письмом на бумаге «Гадательная книга» и некоторые другие фрагменты из Восточного Туркестана. Карабаласагунская надпись
из Карабалгасуна является трехъязычной и содержит китайские, согдийские и тюркские письмена.

## Характеристики
В середине и конце слова звук «д» вместо возникших позже «з» и «й». Чередование согласных «ш» и «с» и гласных «и» и «э» (алқыш — алқыс, бэш — бис). Комплексы «рт», «лт», «нт» (болтумуз, билтимиз). Причастия на -ма/-мэ, отрицательные деепричастия на -матын/-мэтин (-д-).
Значительное количество древнеиранских элементов в «Покаянной молитве манихейцев» (наиболее древний памятник).